# 1926年德国公投
1926年6月20日，德国就征用前统治阶级财产一案举行公投。尽管多数投票人赞同，但由于低投票率（39%），使该提案最终无法通过成为法律。

## 背景
德国十一月革命并没有解决如何处理德国前统治阶级财产的问题。而此问题也留给各州解决，各州在此问题上政策不同，其中许多州的解决办法涉及扣押财产。1919年8月《魏玛宪法》生效，此问题从联邦层面上得到间接解决。宪法第153条规定：财产只能为公共福利而被征用，并给予适当的补偿。该条旨在保护一般的财产权，并无直接解决贵族财产征用问题，但依旧使贵族们免受失去财产同时得不到补偿的威胁。另外，法院延续帝国时代法院不变，因此在审判类似征用案件时法院通常偏向贵族。

## 推动公投
共产党和社会主义党派认为，应在不给予补偿的情况下征用前统治阶级的房屋。但因其他政党反对，试图通过帝国议会实现这一目标的努力总是失败。倾自由主义的德国民主党和德国人民党、中央党和德国国家人民党都认为不给予补偿情况下征用是对财产权的极端蔑视。德国人民党和国家人民党出于其保皇立场也反对此提案（尽管此时两党已放弃短期复辟之目标，转为承认共和国。）共产党和社会主义党派希望获得民众支持，到1926年，共收集到了超过30,000多个表示支持无偿征用的签名，得以根据《魏玛宪法》第73条就这一问题举行公投。
3月15日，兴登堡总统为公投的成功添了道障碍。当天，兴登堡通知时任司法部长威廉·马克思，称无偿征用并不符合公共利益，只是出于政治原因对资产进行欺诈性侵占。而这是宪法所不允许的。1926年4月24日，路德政府明确确认了总统的法律意见。由于这个原因，简单多数并不足以使公投成功。而公投又需要得到50%有资格投票人的支持，当时仅有大约2000万选民参与，因此预计要求的选民人数不大够，最终该法案也因投票率太低而无法通过成为法律。

## 结果
公投于1926年6月20日举行。绝大多数投票人支持无偿征用。但宪法规定，所有有投票权人必须多数人赞同提案才能通过。由于投票率过低，这种情况并没有发生。
| 选择                      | 票数       | %    |
| ------------------------- | ---------- | ---- |
| 支持                      | 14,447,891 | 96.1 |
| 反对                      | 585,027    | 3.9  |
| 无效/空白票               | 559,590    | –    |
| 总计                      | 15,592,508 | 100  |
| 登记选民/投票率           | 39,707,919 | 39.3 |
| 资料来源：Nohlen & Stöver |            |      |